# Гойен, Хайнц
Хайнц Гойен (нем. Heinz Geuen; род. 1954, Мёнхенгладбах) — немецкий музыкальный педагог.
Окончил гимназию в Нойсе, затем изучал музыкальную педагогику в Ганноверской высшей школе музыки и общественные науки в Ганноверском университете. Преподавал в гимназиях в Хильдесхайме и Касселе, затем в Кассельском университете, где в 1997 году возглавил отделение музыки. В 1996 году защитил докторскую диссертацию. С 2002 года профессор музыкальной педагогики в Кёльнской высшей школе музыки, в 2005—2007 гг. заведовал отделением музыкальной педагогики, затем проректор, в 2013—2021 гг. ректор. Художественный руководитель международного конкурса вокалистов в Кёльне.
Опубликовал книгу о жизни и творчестве Джанис Джоплин (нем. Janis Joplin: Hemmungslos das Leben spüren; 2001), составил хрестоматию «Поп и миф» (нем. Pop & Mythos; 2001, с Михаэлем Раппе), сборник статей «Смыкания — размыкания: музыка и политика в Германии между 1920 и 1970 гг.» (нем. Kontinuitäten - Diskontinuitäten: Musik und Politik in Deutschland zwischen 1920 und 1970; 2006, с Анно Мунгеном), учебное пособие для седьмого класса школы «Видеоклипы. Музыка для глаз и ушей» (нем. Videoclips. Musik für Augen und Ohren; 2009, с Михаэлем Раппе).